# Chiheru de Jos, Mureș
Chiheru de Jos (în maghiară Alsóköhér, în germană Unterkiher) este satul de reședință al comunei cu același nume din județul Mureș, Transilvania, România.

## Localizare
Localitatea este situată pe pârâul Beica, aproximativ la jumătatea distanței dintre Reghin și Sovata.

## Istoric
Chiheru de Jos este atestat documentar în anul 1453, prezența omului aici datează însă de pe vremea romanilor, dovadă cele două castre romane de lângă satul Chiheru de Sus. 
O legendă spune că aici, turcii ar fi avut o cantină în timpul luptelor de expansiune (chiher în turcă ar însemna bucătărie).
Pe Harta Iosefină a Transilvaniei din 1769-1773 (Sectio 144), localitatea a apărut sub numele de „Also Kõher”.

## Vechea mănăstire
Edificată în jurul anului 1737 de ieromonahul Partenie și de nepotul său „Gligoraș dascălul", cu ajutorul altor creștini, pe locul dăruit de feciorii lui, Gavrilă Hurdugaci și Petru Rus. Neafectată de ordinul de distrugere a mănăstirilor ortodoxe din Ardeal, emis de generalul Adolf von Buccow în anul 1761. Averea mănăstirii a fost însă însușită de săteni, în timpul unor tulburări politice.

## Obiectiv memorial
Parcela Eroilor Români din Al Doilea Război Mondial este amplasată în curtea bisericii ortodoxe din localitate și are o suprafață de 216 mp. În această parcelă sunt înhumați 25 eroi cunoscuți și 16 eroi necunoscuți, în morminte comune și individuale.

## Vezi și
- Biserica de lemn din Chiheru de Jos

## Imagini

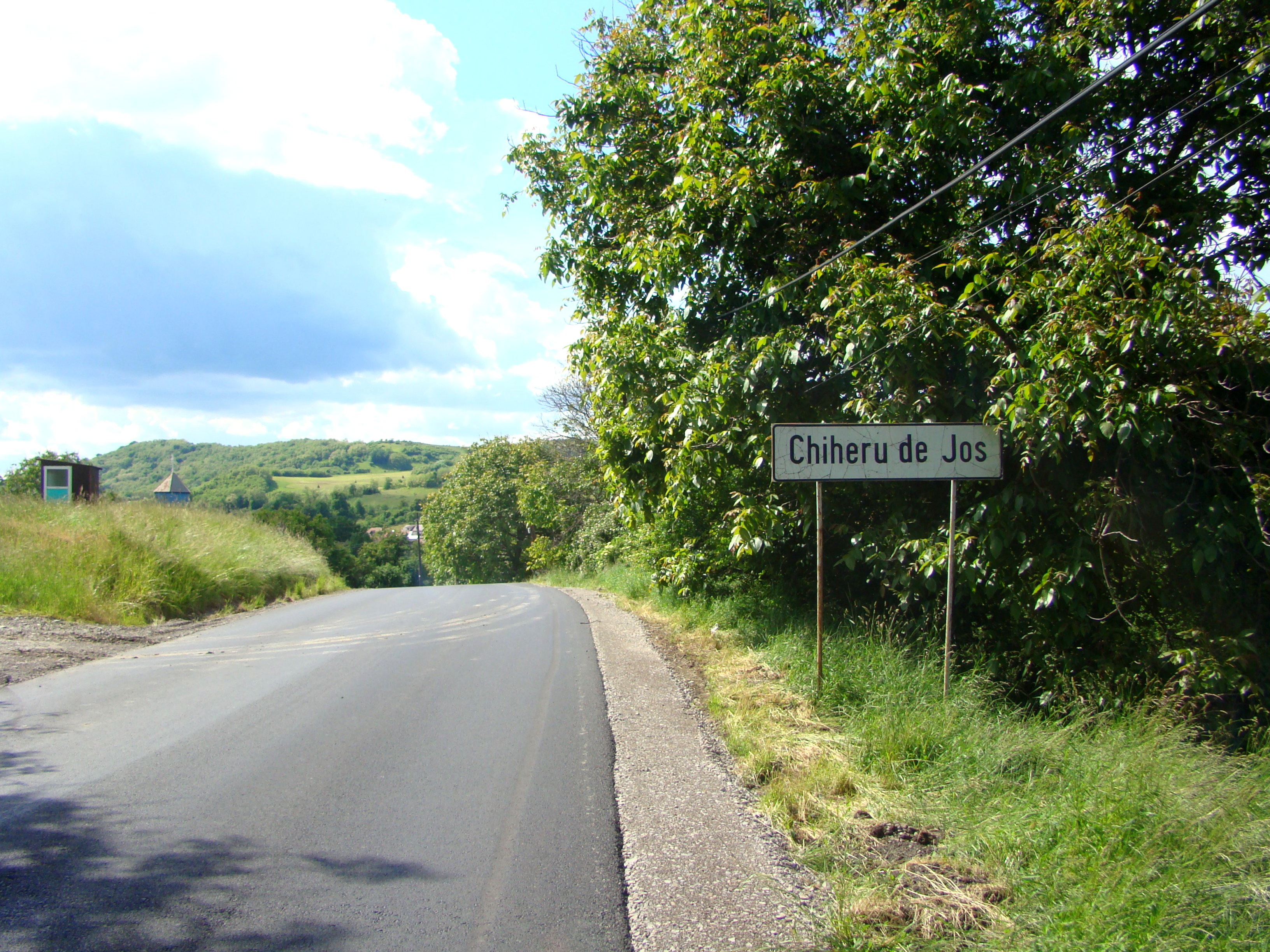
Intrarea în localitate
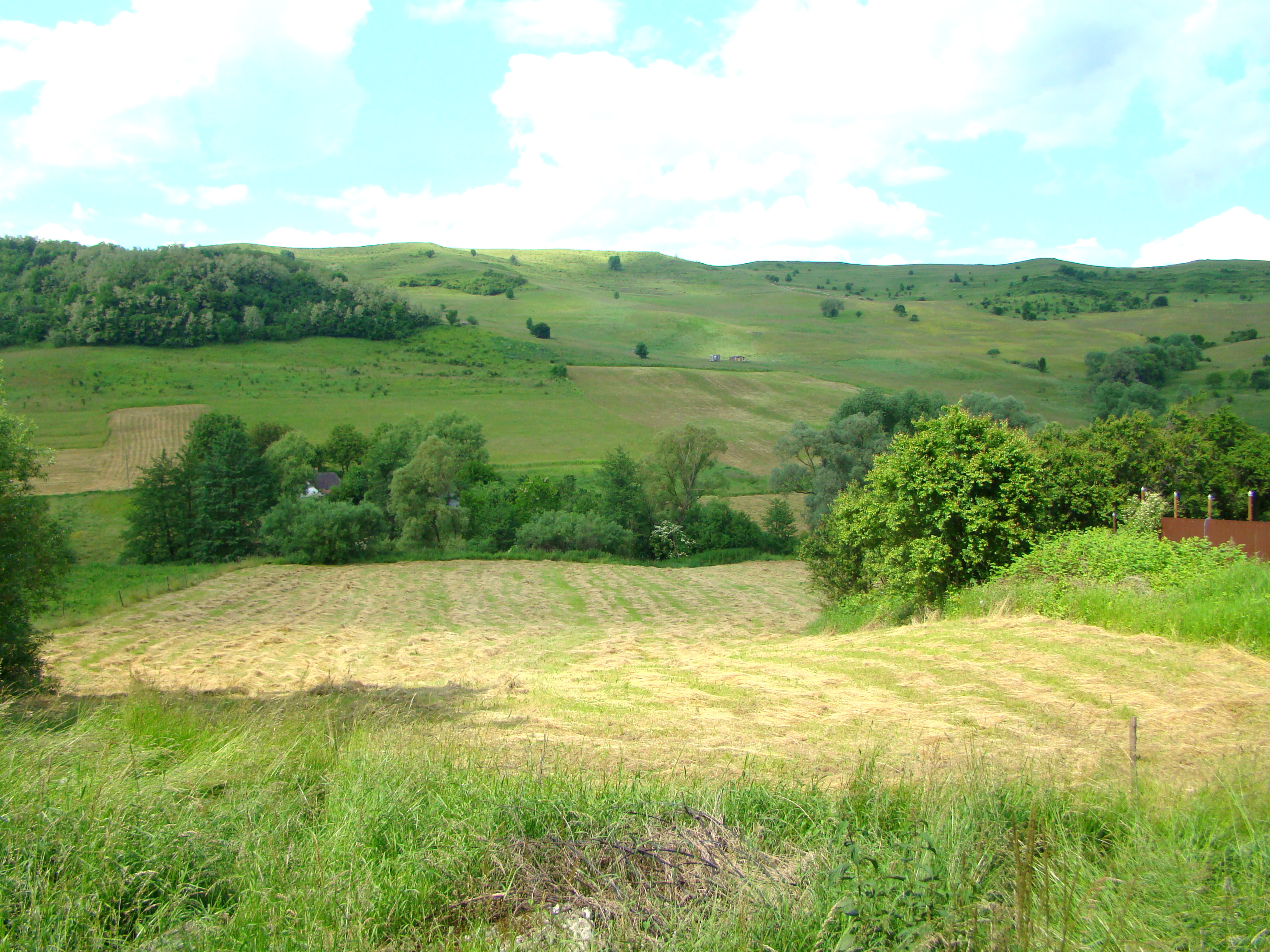
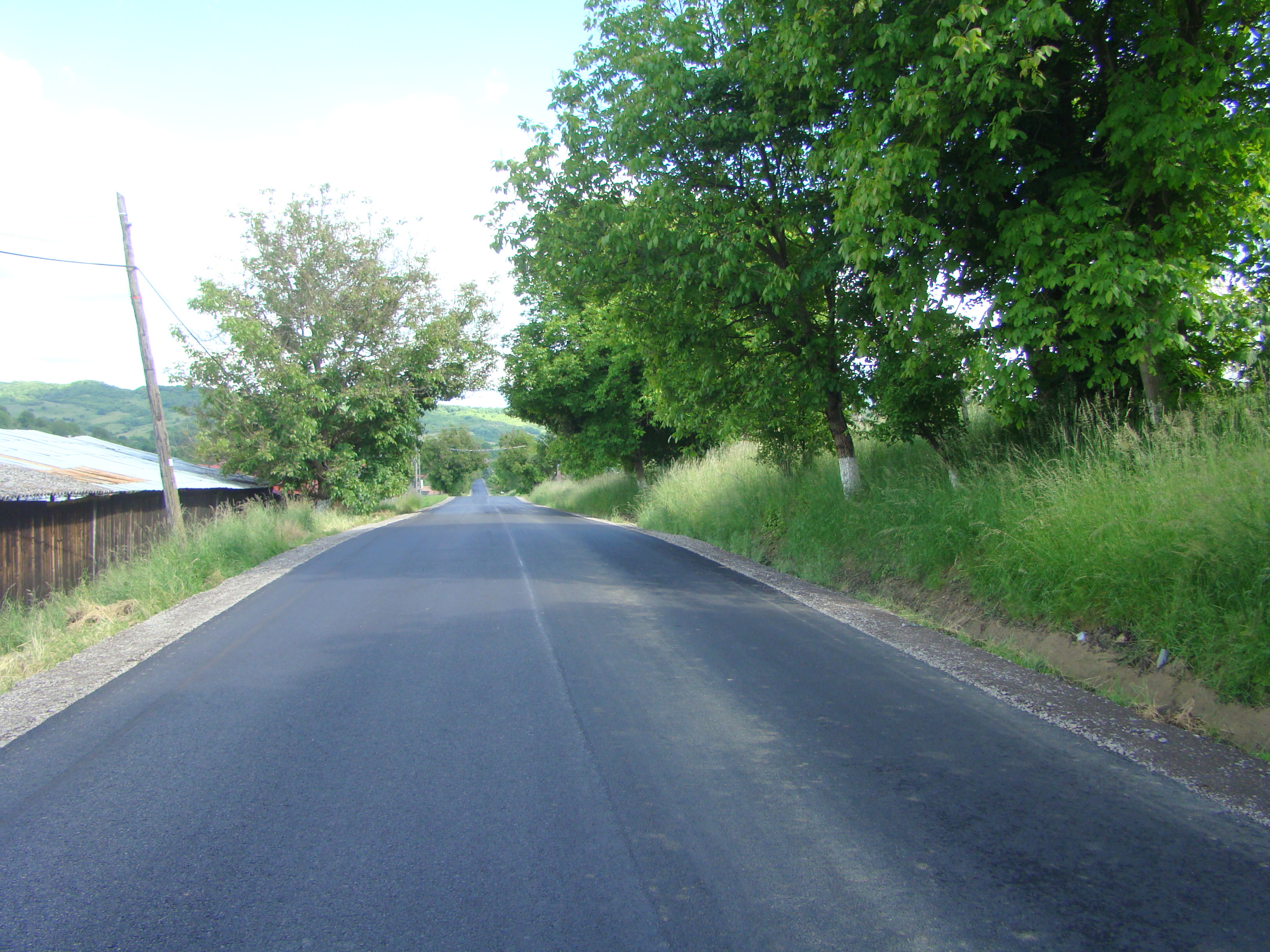
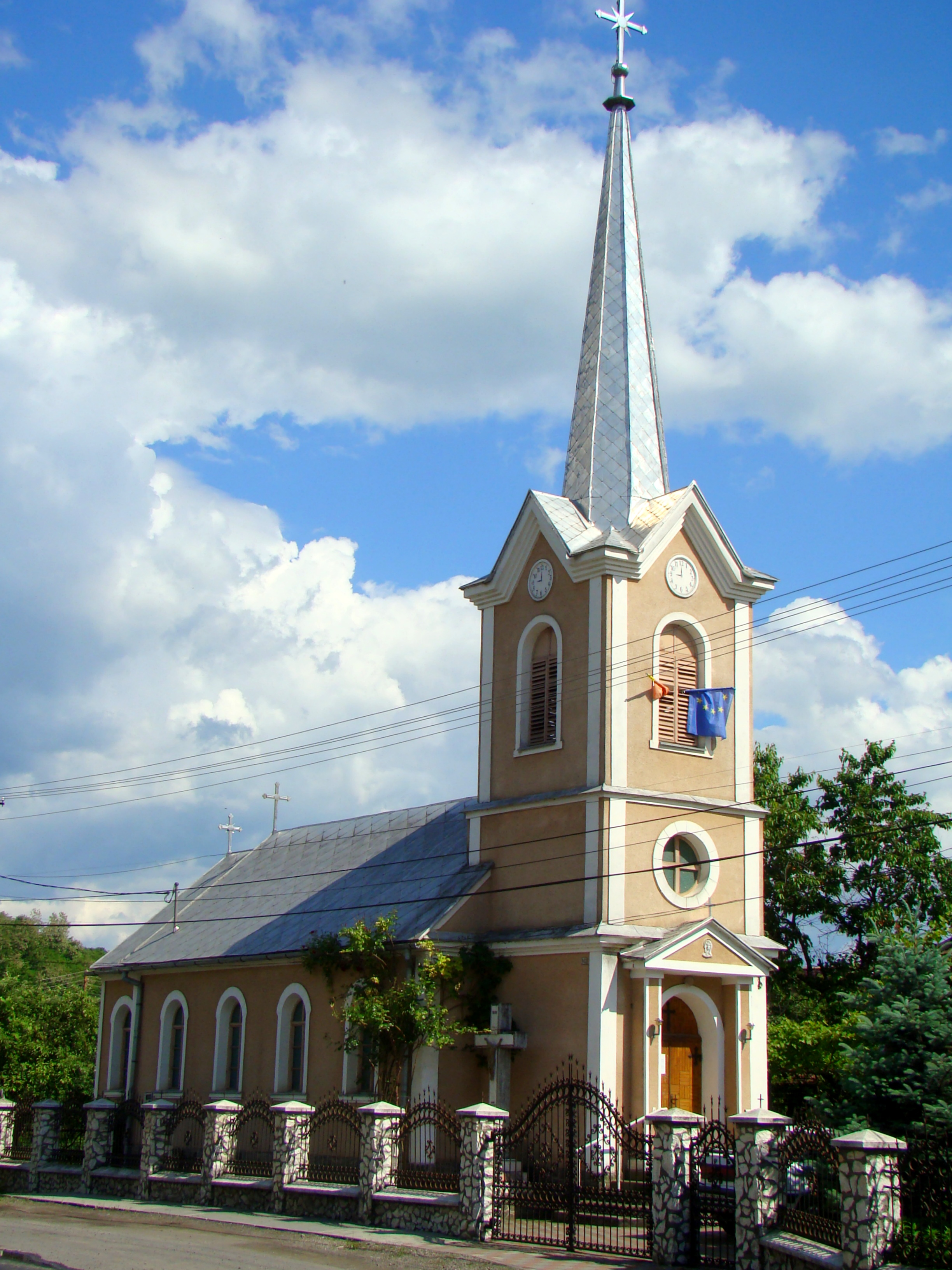
Biserica greco-catolică
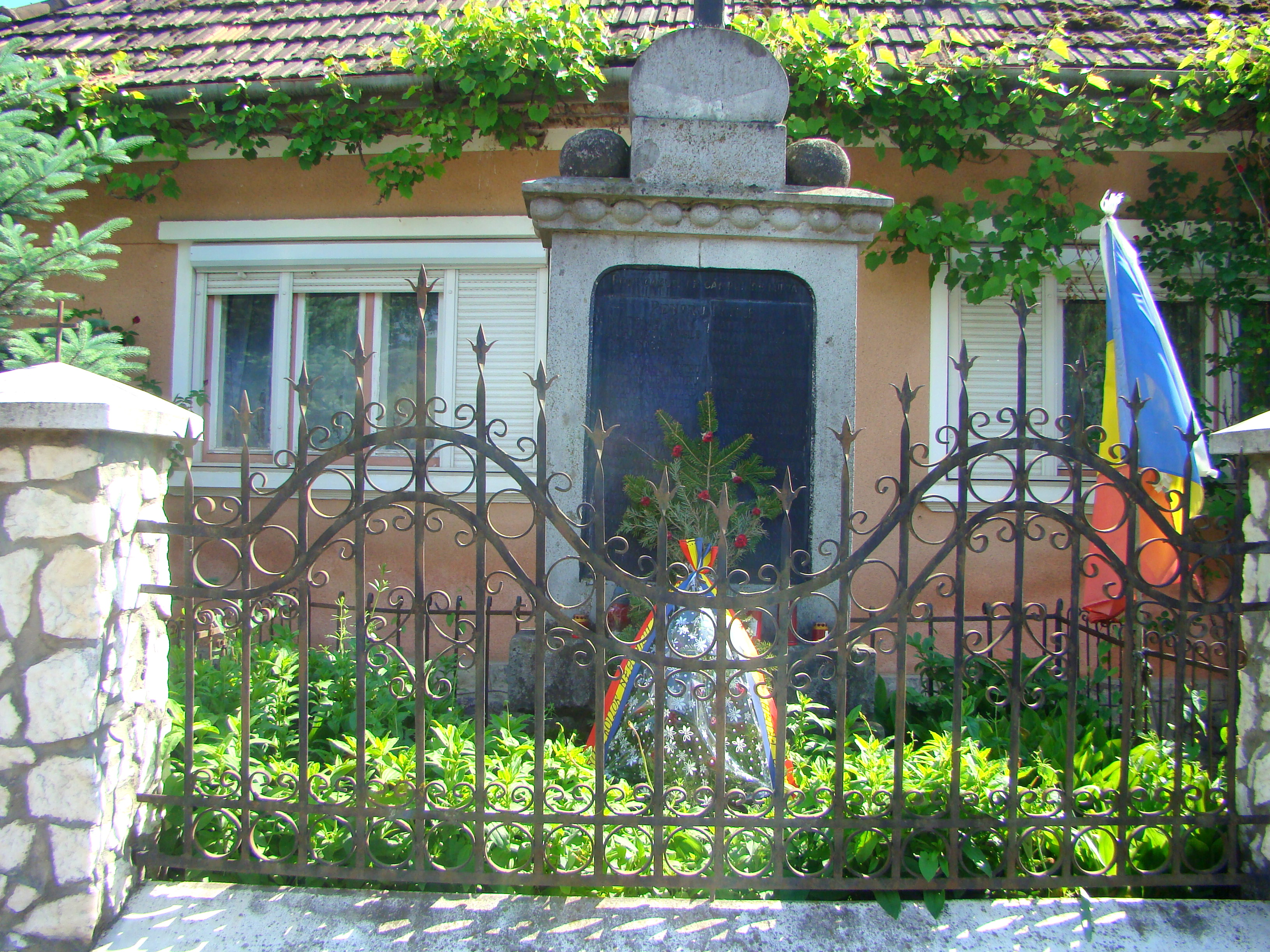
Monumentul eroilor
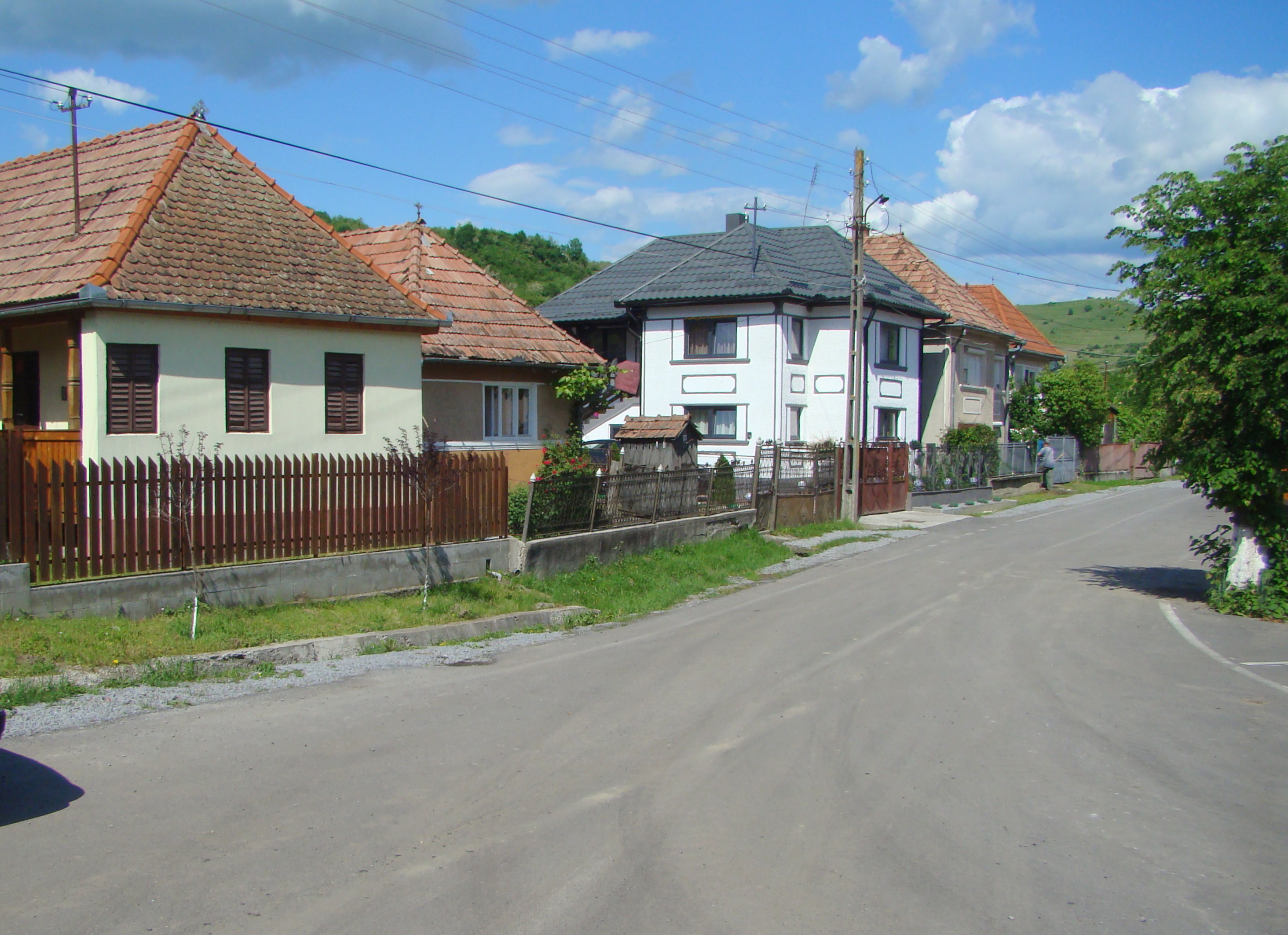
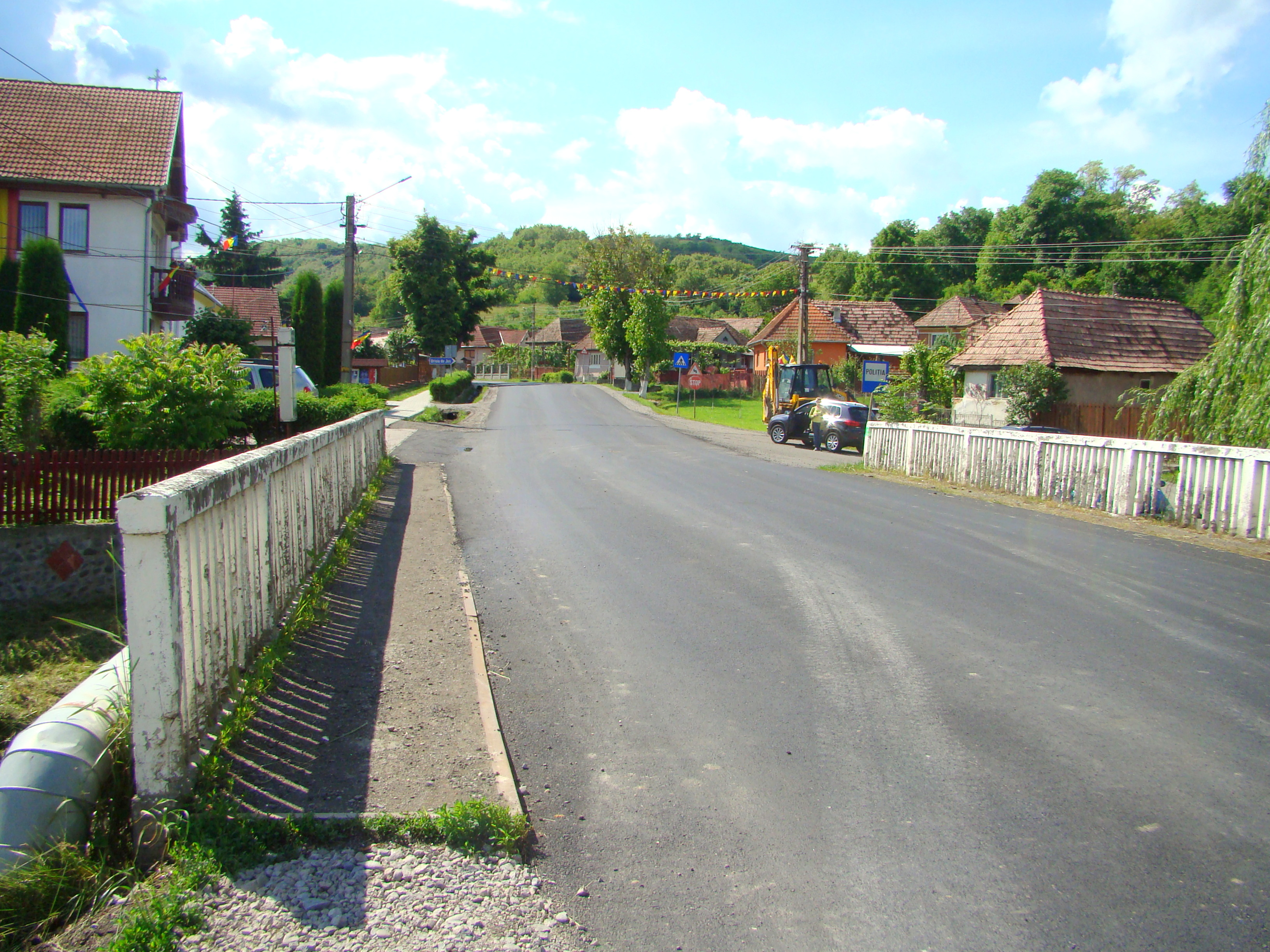
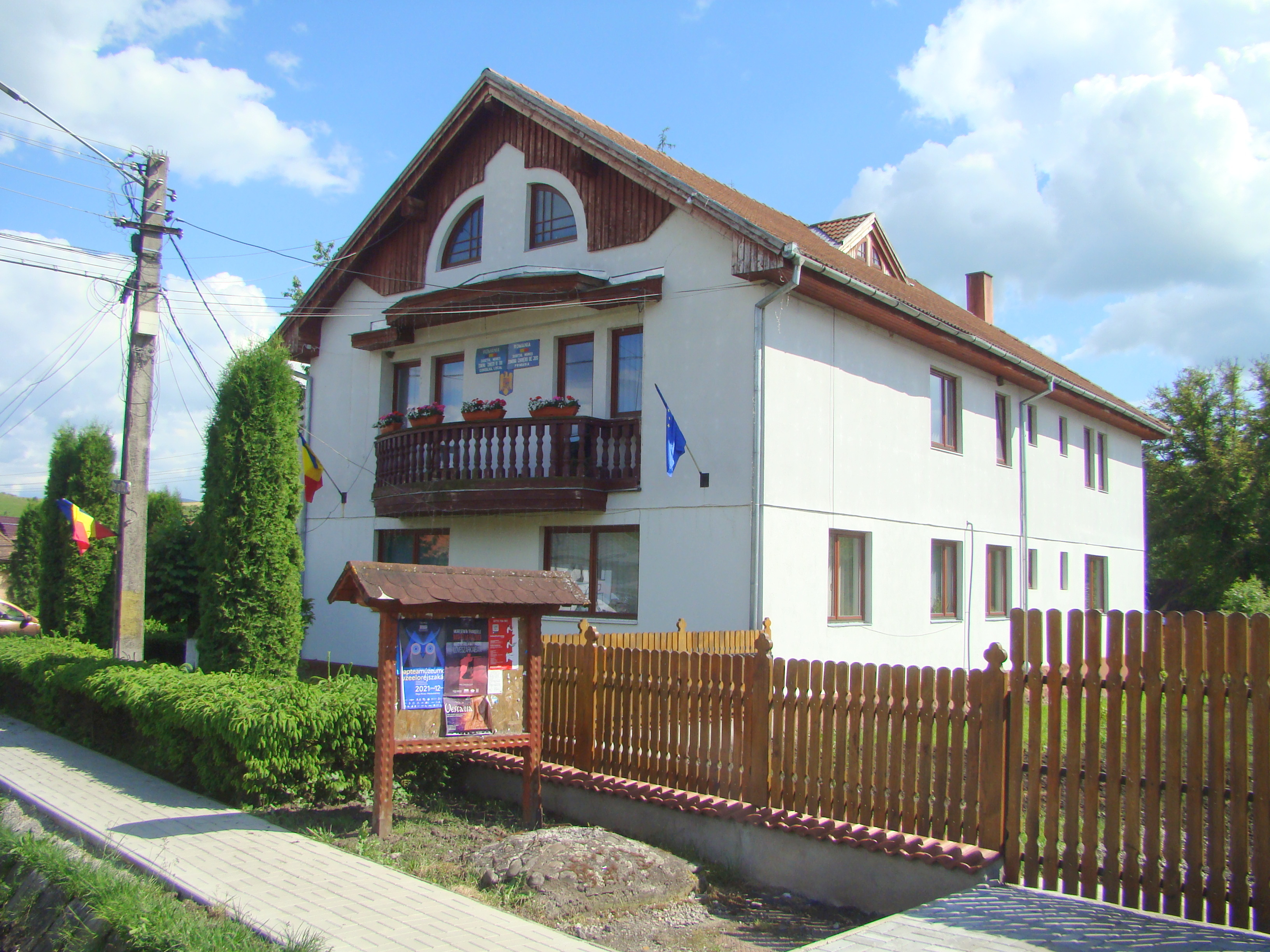
Primăria
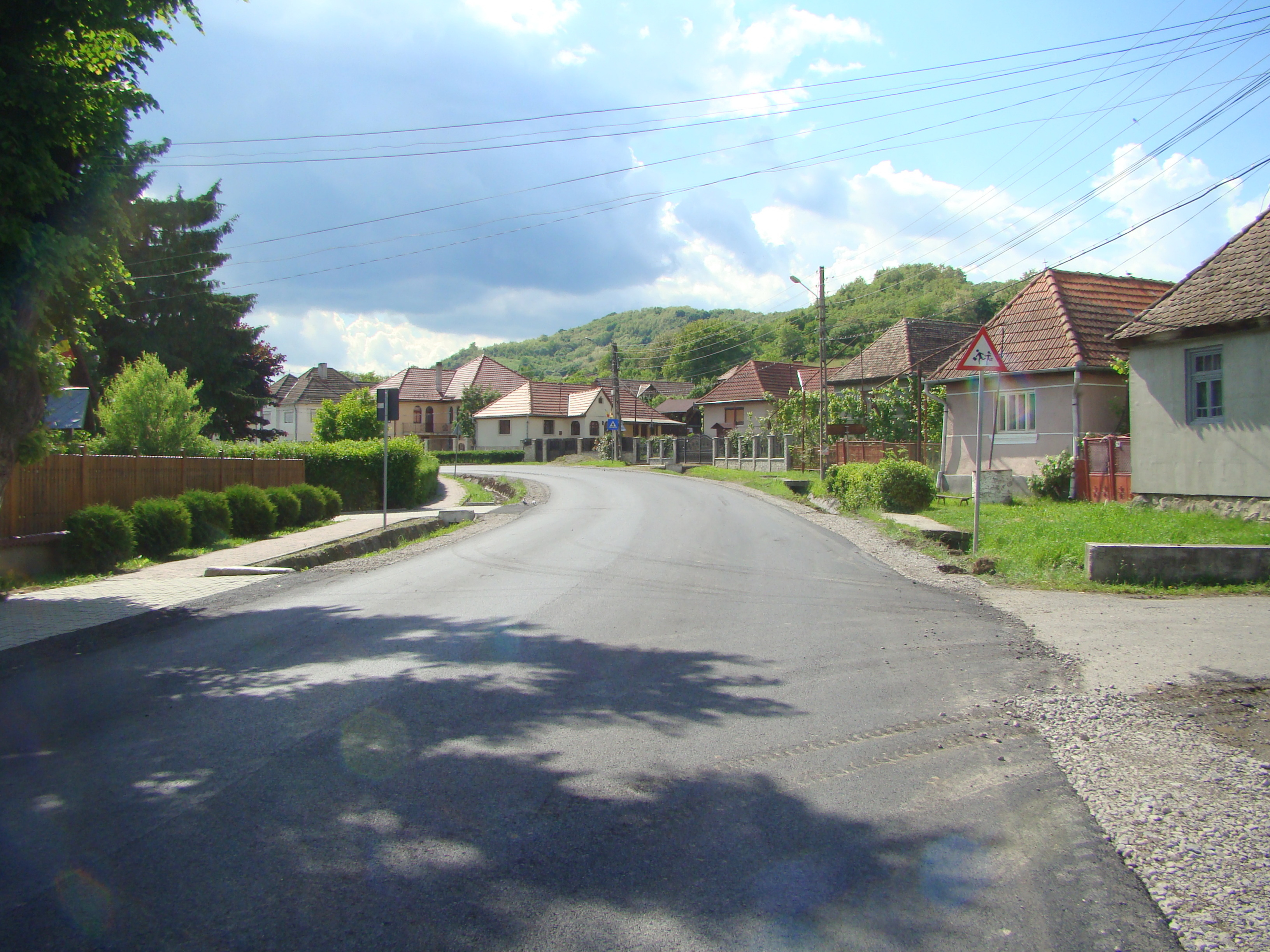
Biserica de lemn (imagine de arhivă)
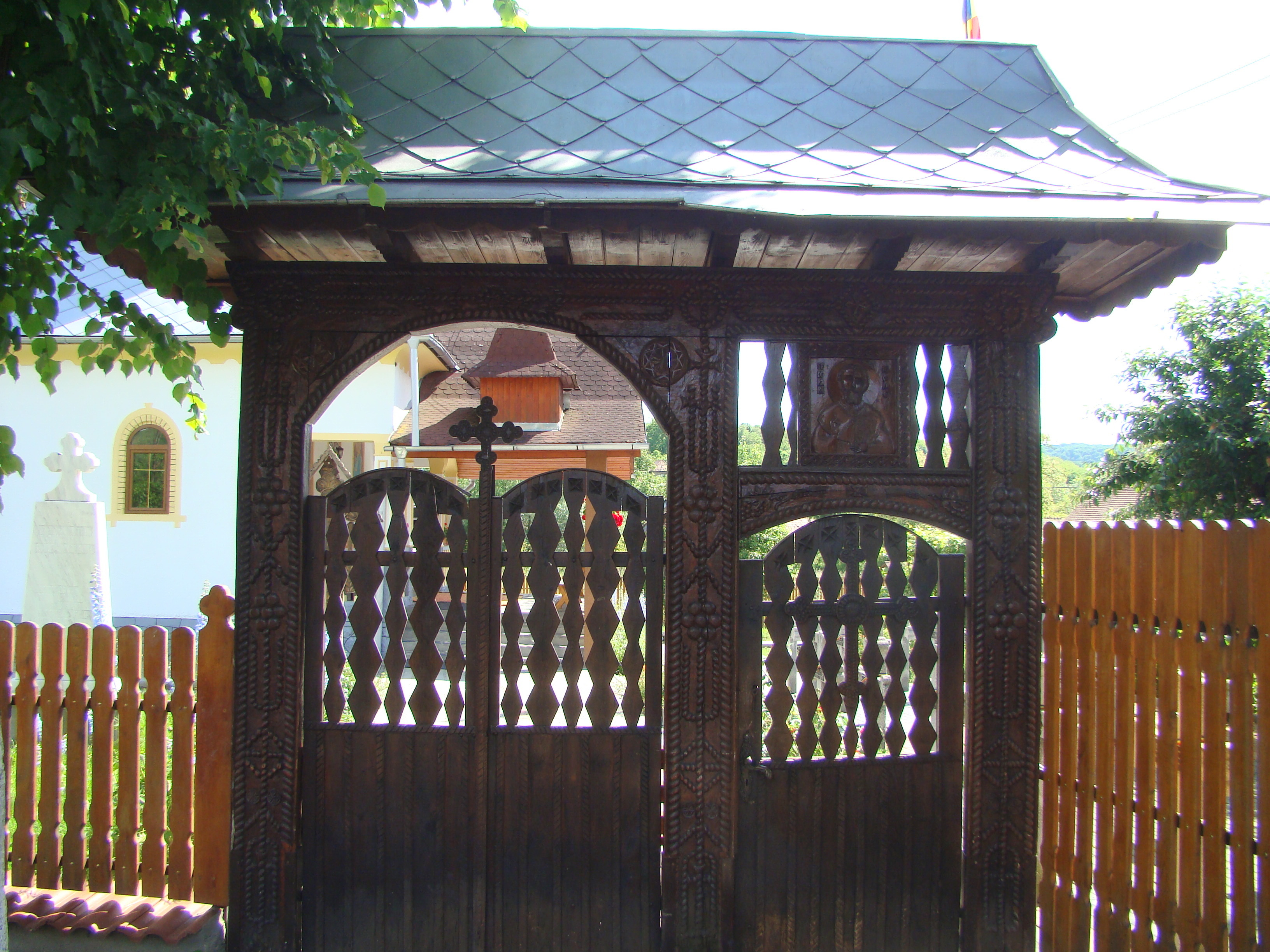
Poarta bisericii de lemn
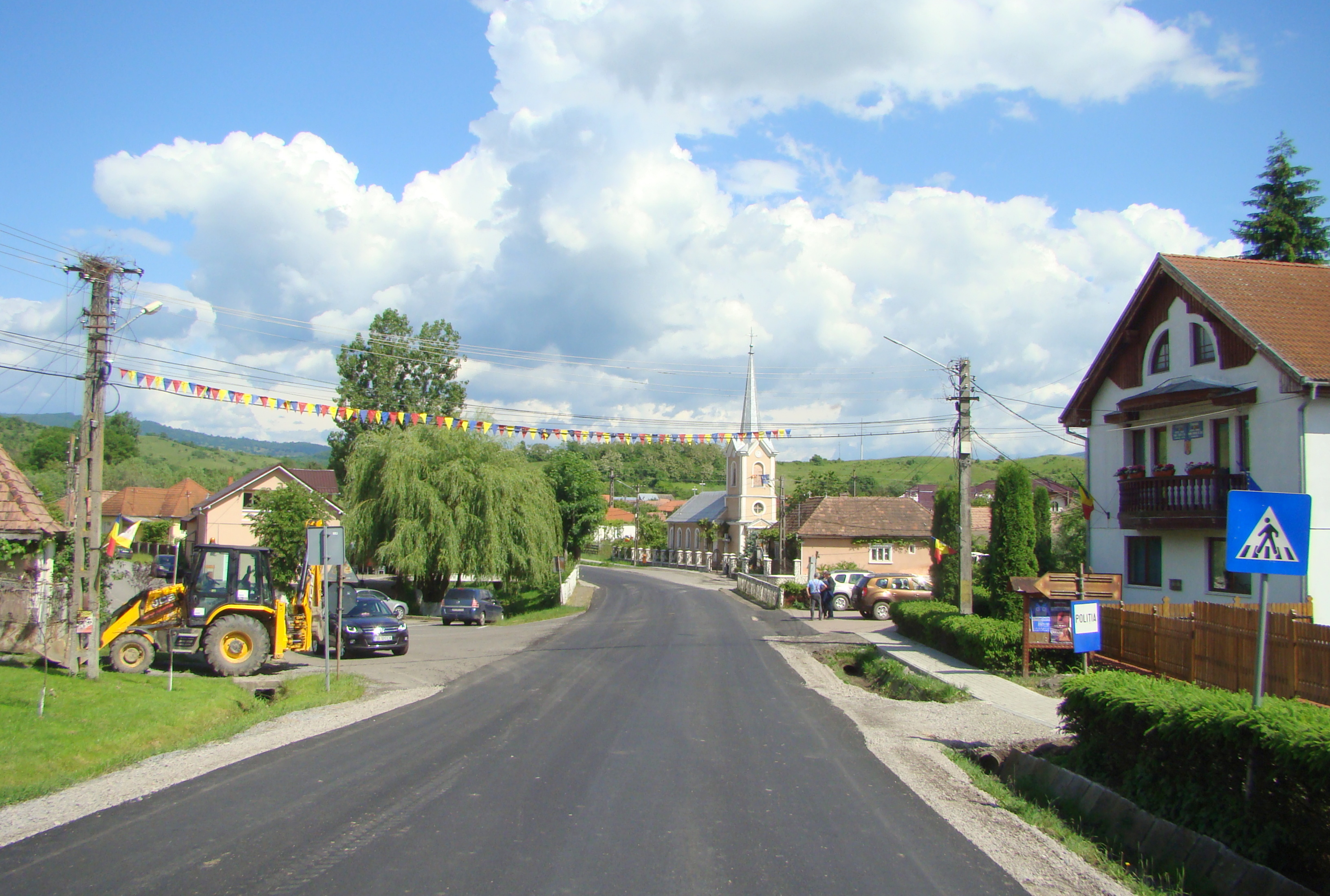
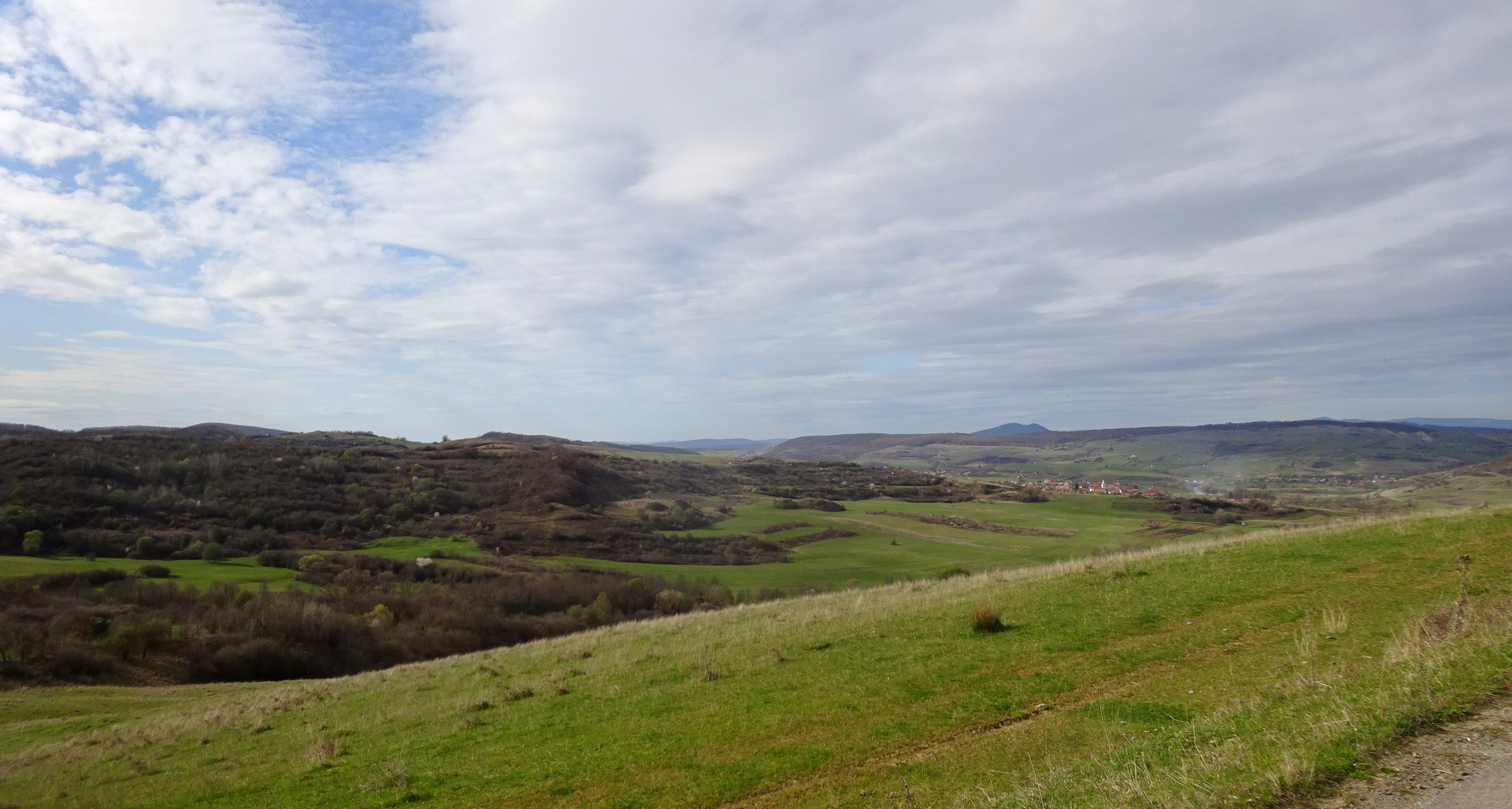